# Castello Scaligero (Torri del Benaco)
Het Castello Scaligero is een kasteel in Torri del Benaco, in de Noord-Italiaanse regio Veneto. Het staat aan de oostelijke oever van het Gardameer.

## Naam
Het kasteel is vernoemd naar het Huis della Scala, een familie van heersers over Verona tijdens de middeleeuwen. De eerste en laatste eigenaar uit dit Huis was Antonio della Scala (1363-1383), aan wie de bouw te danken is.

## Historiek
Uit de tijd van Antonio della Scala blijven er drie verdedigingstorens over die verbonden zijn door vestingmuren. In de fundering van de meest westelijke toren zijn resten van een Romeins fort te vinden. Zowel deze toren als het haventje gaan terug tot de Romeinse Tijd toen het dorp Tulles heette.
Na de Romeinen hadden de Longobarden er een fort. Het gaat om de toren genaamd Torre di Berengario die hier een overblijfsel van is. Koning Berengarius I van Italië (9e eeuw) had dit fort nodig om invallende Magyaren af te weren. Later, voor keizer Barbarossa (12e eeuw) van het Heilige Roomse Rijk, bleef Torri del Benaco een strategisch voordeel behouden. 
Onder het Huis della Scala brak de Veronese periode aan voor Torri del Benaco (14e eeuw). Het Castello Scaligero kreeg haar huidige vorm door Antonio della Scala, laatste heerser uit dit Huis (eind 14e eeuw). De Torre di Berengario was destijds ingesloten in de vestingmuren. Na Antonio della Scala waren de Visconti uit Milaan en het Huis Carrara uit de stadstaat Padua tijdelijk meester van Torri del Benaco. 
In 1405 gaf Verona zich over aan de republiek Venetië en hierdoor werd het Castello Scaligero Venetiaans (tot 1797). Het kasteel werd in de 16e eeuw de zetel van de Gardesana dall’Acqua, de legereenheid der Venetianen die toezag op smokkelarij en het heffen van taksen. Aan het hoofd stond de Capitano del Lago. 
Na 1797, het jaar waarin de republiek Venetië ophield te bestaan, was het kasteel eigendom van de graven Nuvolari en van Giuseppina Arduini. Tijdens het Frans bestuur in 1797 was het Castello Scaligero nog de uitvalsbasis voor razzia’s in de streek.
In 1973 kocht de gemeente het Castello Scaligero. De gemeente opende er in 1983 een etnografisch museum dat gewijd is aan olijfkweek alsook aan visserij en scheepsbouw voor het Gardameer.